# Lorenzo Sanz
Lorenzo Sanz Mancebo (Madrid, 9 de agosto de 1943-Madrid, 21 de marzo de 2020) fue un empresario español que ejerció el cargo de presidente del Real Madrid Club de Fútbol entre 1995 y 2000.

## Biografía
Nació en el seno de una familia humilde de Madrid, de la que era el mayor de diez hermanos. Durante su juventud fue guardameta de varios equipos de fútbol de Madrid, como el Puerta Bonita. Comenzó su andadura empresarial con una fábrica de papel pintado. Estuvo vinculado a Fuerza Nueva, partido de extrema derecha del que gestionaba la publicidad. En 1985 Sanz abandona la notaría de Blas Piñar y es nombrado miembro de la junta directiva del Real Madrid, presidida por Ramón Mendoza, mientras que deriva sus actividades profesionales hacia el sector inmobiliario, al asociarse con el constructor suizo José Antonio Roth, máximo accionista de Grupo Barada. 
Casado con María Luz Durán Muñoz, era padre de cinco hijos. El primogénito, Lorenzo, fue jugador de baloncesto y disputó dos temporadas con el primer equipo del Real Madrid y posteriormente fue durante dos temporadas director técnico de la sección. Los siguientes hijos varones, Paco —que disputó ocho partidos en Primera— y Fernando —quien perteneció cuatro temporadas al primer equipo del Real Madrid y siete al Málaga—, fueron futbolistas y posteriormente presidentes del Granada Club de Fútbol y del Málaga Club de Fútbol, respectivamente. Sus hijas son María Luz «Malula» (1975), que está casada con el exfutbolista del Real Madrid Míchel Salgado, y Diana (1977).

## Trayectoria profesional
Durante finales de los años 70, Sanz se vincula con un grupo constructor y promotor denominado como "El grupo de Cochabamba" (Grupo Barada), controlado entonces por el suizo José Antonio Roth. En el haría una importante fortuna; por medio de varias sociedades, receptoras de préstamos de Barada, Sanz adquiría suelo rústico y hacía uso de sus influencias en la alta política madrileña a través del palco madridista para su recalificación. Tras ello, el suelo era vendido a Grupo Barada, el cual avalaba la junta directiva.
En 1993, la promotora 'Puertacerrada S.L.', propiedad de Roth, fue una de las sociedades que vendieron La Esquina del Bernabeu a Banesto, recibiendo por ello 150 millones de pesetas. En 1995 Lorenzo Sanz asciende a la presidencia del Real Madrid tras cubrir, con el apoyo económico de Barada, la mayoría de los 1.045 millones de pesetas exigidos por LaLiga. A finales de los noventa Sanz mantenía participaciones minoritarias en promotoras filiales del Grupo Barada; Numan, S.A. (30%) y Nubain Home, S.L. (21%). En esta última ocupó el cargo de Presidente hasta el año 2000. A través de ellas se desarrollaron importantes zonas de Madrid, entre ellas la revalorizada zona de "Campo de las Naciones".
Durante los años 2000 a Lorenzo Sanz se le atribuía un patrimonio de 20.000 millones de pesetas (120 millones de euros), inferiores a la fortuna de su socio José Antonio Roth, que controlaba su participación en Barada, S.L. (y otras) a través de la sociedad pantalla Merenco Capital B.V., domiciliada en Holanda. Tras el cese de Roth como presidente de Barada, Sanz fue sujeto de múltiples querellas por dicho grupo empresarial, al que las sociedades de Sanz debían importantes cantidades de dinero, forzando el concurso de acreedores necesario de las principales sociedades operativas de Sanz; Renfisa, S.L. y Nuada, S.A. en los años 2008 y 2011. En 2018 fue condenado por fraude fiscal.

## Muerte
Fue ingresado en la Unidad de Cuidados Intensivos del Hospital Universitario de la Fundación Jiménez Díaz el 17 de marzo de 2020 tras confirmarse su infección por COVID-19. Falleció en Madrid a los 76 años, sobre las 21:50 horas del 21 de marzo de 2020, siendo una de las víctimas mortales de la pandemia de coronavirus en España.

## Real Madrid
Ocupó la presidencia del Real Madrid entre 1995 y 2000. En 1985 entró a formar parte de la directiva del Real Madrid durante el mandato de Ramón Mendoza, como vocal y posteriormente como vicepresidente. El 26 de noviembre de 1995 se hace con la presidencia del club, tras la dimisión de Ramón Mendoza. 
En su primera temporada completa al mando del club en la que le corresponde realizar la planificación, la 1996-1997, que concluye con la conquista del Campeonato Nacional de Liga, contrata al prestigioso técnico italiano Fabio Capello y hace seis grandes fichajes: Mijatović, Šuker, Seedorf, Roberto Carlos, Panucci y Bodo Illgner, que conformarían junto a Hierro, Redondo y Raúl, la base del equipo que se proclamaría bajo su mandato campeón de Europa dos veces en tres años, con la ansiada «Séptima» en 1998, lograda 32 años después de la consecución de la anterior de 1966 y «La Octava» en 2000.
Menos de dos meses después de la consecución el 24 de mayo de 2000 de su segunda Copa de Europa, convocó elecciones anticipadas para el 16 de julio de 2000, en las que Florentino Pérez resultó vencedor por 3167 votos. En julio de 2004 se presentó de nuevo a las elecciones por la presidencia del Real Madrid, obteniendo tan solo el 5,08 % de los votos, frente al 91 % que consiguió el ganador, Florentino Pérez.

## Problemas judiciales
Lorenzo Sanz ha sido un asiduo visitante de los juzgados, especialmente por todos los procesos derivados de sus negocios inmobiliarios: 
- En 1998 estuvo imputado por una operación inmobiliaria con la junta de compensación de Arroyo del Fresno, que le habría permitido ganar 180 millones de pesetas en un solo día.[22]
- En 1998 medió en un conflicto con el ayuntamiento de Las Rozas por un suelo recalificado.[23] La promotora 'Puertacerrada', propiedad del acaudalado empresario José Antonio Roth, adveraba que el suelo era de su propiedad, en contra de las declaraciones del entonces alcalde, Bonifacio de Santiago. Las plusvalías en juego ascendían a 400 millones de pesetas.[24]

- En 2008 fue imputado por una estafa inmobiliaria en Francia,[25] y también fue detenido en Córdoba al entregar pagarés de un banco inexistente,[26] quedando finalmente en libertad.

- En el mismo año habría de hacer frente también a una querella interpuesta por la constructora y promotora Grupo Barada.[27]

- Posteriormente, en noviembre de 2009, estuvo acusado de contrabando de bienes culturales y asociación ilícita al haber sacado obras de arte de España, acusación de la que fue absuelto.

- En 2012 fue acusado de un presunto delito de estafa, otro societario, y uno último por alzamiento de bienes, todos ellos atinentes a la doble venta de un terreno en San Fernando de Henares.[28] Sanz y su esposa habrían vendido en 2003 el 50% de la finca a la empresa Numan, S.A., perteneciente al Grupo Barada, para posteriormente vender la totalidad de la finca a las sociedades Coperfil y Mecablog, todo ello en connivencia con José Antonio Roth Romero, entonces socio de control de Numan. Asimismo, según la fiscalía, la sociedad de Sanz (Nuada, S.A.) ocultó su patrimonio en operaciones extranjeras sin ningún fundamento para salvaguardar los 40 millones de euros obtenidos por la operación, por lo que fue acusado de insolvencia punible.[29] La vista fue pospuesta alegando motivos de salud por parte de los acusados, y el fiscal, fue sustituido.[30]

- El 7 de noviembre de 2018 fue condenado por la Audiencia Provincial de Madrid a tres años de cárcel y a abonar una multa de 1,2 millones de euros por la ocultación «de forma intencionada» de casi seis millones de euros a Hacienda en sus declaraciones de la renta de los años 2008 y 2009.[31]
- En la actualidad, las dos principales inmobiliarias de Sanz, Nuada, S.A. y Renfisa, S.A. adeudan al fisco un total de 8.4M€ y 6.8M€, respectivamente.[32]
- En junio de 2023, el veterano periodista José María García acusó a Lorenzo Sanz de amañar un partido durante su mandato.[33] Presuntamente, los hijos de Sanz habrían sido los propios responsables de transportar el efectivo. Tras el anuncio de medidas legales por parte de la familia Sanz, García se retractó.

## Palmarés como presidente del Real Madrid

### Fútbol
- Campeonato Nacional de Liga Española de Primera División (1): 1996-1997.
- Supercopa de España (1): 1997 (temporada 1997-1998).
- Liga de Campeones (2): 1997-1998 y 1999-2000.
- Copa Intercontinental (1): 1998 (temporada 1998-1999).

### Baloncesto
- Liga ACB (1): 1999-2000.
- Recopa de Europa (1): 1996-1997.